# Хельк, Николай
Николай Хельк (урожд. Николай Николаевич Чистяков; эст. Nikolai Helk, 25 января 1886, деревня Лайусе Кирикукюла, Лифляндская губерния, Российская империя — 14 мая 1941, Таллин, Эстонская ССР) — эстонский военачальник, генерал-майор.

## Биография
Родился в Эстонии, в деревне Лайусе Кирикукюла, Юрьевский уезд (в настоящее время деревня Лайусевялья, уезд Йыгевамаа) в семье православного священника Николая Чистякова. Окончил Рижскую духовную семинарию. В 1913 году окончил юридический факультет Варшавского университета и поступил на должность судебного кандидата в Варшавскую судебную палату. В ноябре 1915 года сдал экзамены на старшего судебного кандидата и был направлен на практику в Московскую судебную палату.
3 мая 1916 года поступил на курсы в Александровскую военно-юридическую академию, которые окончил в октябре того же года в звании энсина. Был назначен на должность в 62-й резервный пехотный полк Российской императорской армии. В 1921 году вернулся в Эстонию, поступил на службу в эстонскую армию. 20 апреля 1921 года был назначен следователем военного суда 4-го подразделения.
28 января 1922 года сменил фамилию на Хельк.
C 1 ноября 1921 года — постоянный член Окружного военного суда, с 28 февраля 1935 года — председатель Высшего военного суда.
Дальнейшая военная карьера:
- с 24 февраля 1924 года — лейтенант,
- с 24 февраля 1925 года — майор,
- с 24 февраля 1933 года — генерал-лейтенант,
- с 1 марта 1937 года — генерал-майор.

Руководил процессами против коммунистов, в том числе по делу о декабрьском мятеже 1924 года.
Во время присоединения Эстонии к СССР, 15 сентября 1940 года уволен с должности и через два дня арестован. Приговорён 7 апреля 1941 года по статье 58-4 и 58-13 к смертной казни. Подал кассационную жалобу, которая была отклонена 12 мая 1941 года. Расстрелян 14 мая (по другим данным 14 октября) 1941 года в Таллине. Место захоронения неизвестно.

## Награды
- Военный орден Лачплесиса 3-й степени (6 марта 1925) (Латвийская республика)[1][2]
- Орден Орлиного креста 3-й степени (1935)[1]
- Орден Орлиного креста 2-й степени (1939)[5]

## Семья
- Жена — Татьяна Хельк (в дев. Данилова, 1893—1968, Таллин, кладбище Пярнамяэ[6]).
- Сыновья Юрий Хельк (1917—1943, Вятлаг, Кировская область, РСФСР[7], приговор по ст. 58 п. 10 — лишение свободы на 8 лет, реабилитирован 6 мая 1989 года[8]) и Николай Хельк (1924—?).